# 597993 Bélesta
597993 Bélesta è un asteroide della fascia principale. Scoperto nel 2008, presenta un'orbita caratterizzata da un semiasse maggiore pari a 2,7255697 au e da un'eccentricità di 0,1510144, inclinata di 8,82445° rispetto all'eclittica.